# Loftus, North Yorkshire
Loftus är en ort och civil parish i Storbritannien.   Den ligger i kommunen Redcar and Cleveland och riksdelen England, i den centrala delen av landet, 300 km norr om huvudstaden London. Loftus ligger 75 meter över havet och antalet invånare är 5 606.